# Tatsuya Wada
Tatsuya Wada (和田 達也 Wada Tatsuya?), född 21 juni 1994 i Osaka prefektur, är en japansk fotbollsspelare.
Wada började sin karriär 2013 i Matsumoto Yamaga FC. 2016 flyttade han till Tochigi SC.